# فرخنده نقطه‌دار
فرخنده نقطه‌دار (نام علمی: Ixothraupis varia) گونه‌ای از پرندگان تیرهٔ فرخندگان (Thraupidae) است.
در برزیل، گویان فرانسه، سورینام و ونزوئلا یافت می‌شود. زیستگاه‌های طبیعی آن جنگل‌های جلگه‌ای نمناک نیمه‌گرمسیری یا گرمسیری و جنگل‌های پیشین به شدت دگرگون‌شده است.